# Сунь Чжэнь
Сунь Чжэнь (кит. трад. 孫震, упр. 孙震, пиньинь Sūn Zhèn; род. 30 января 1986, Ляонин) — китайская хоккеистка на траве, полевой игрок. Серебряный призёр летних Олимпийских игр 2008 года, бронзовый призёр чемпионата Азии 2007 года, чемпионка летних Азиатских игр 2006 года.

## Биография
Сунь Чжэнь родилась 30 января 1986 года в китайской провинции Ляонин.
Играла в хоккей на траве за команду провинции Ляонин.
В 2006 году в составе женской сборной Китая завоевала золотую медаль хоккейного турнира летних Азиатских игр в Дохе.
В том же году стала бронзовым призёром Трофея чемпионов в Амстелвене и участвовала в чемпионате мира в Мадриде, где китаянки заняли 10-е место.
В 2007 году завоевала бронзовую медаль чемпионата Азии в Гонконге.
В 2008 году вошла в состав женской сборной Китая по хоккею на траве на летних Олимпийских играх в Пекине и завоевала серебряную медаль. В матчах не участвовала.
В 2010 году участвовала в чемпионате мира в Росарио, где китаянки заняли 8-е место. Мячей не забивала.